# Schloss Hammerstein (Apelern)

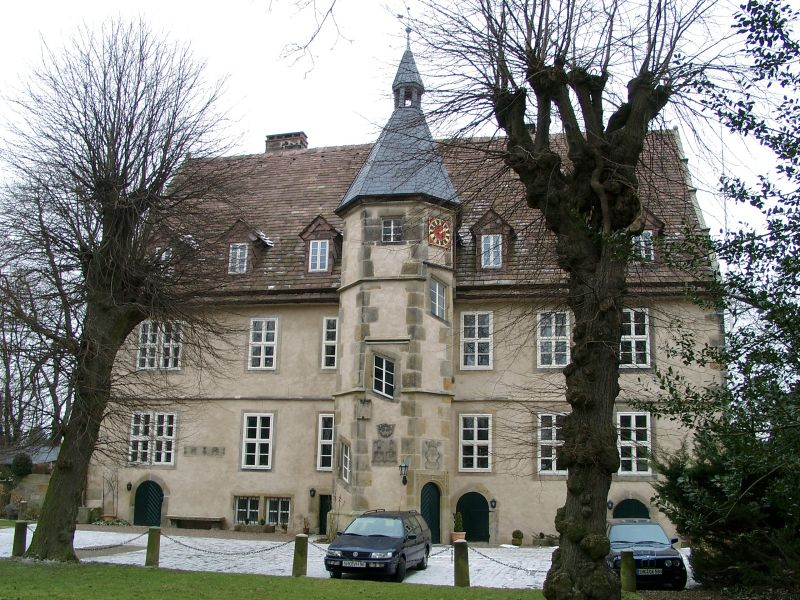
Hammerstein'sches Schloss in Apelern

Das Schloss von Hammerstein ist eine Schlossanlage in der niedersächsischen Gemeinde Apelern im Landkreis Schaumburg.

## Geschichte
Das bereits 1055 erwähnte billungische Erbgut Apelern hatte eine wechselvolle Besitzergeschichte, bevor das Gut um 1550 als Lehen der Grafen von Schaumburg und Holstein in den Besitz des Freiherrn Jobst von Münchhausen überging. Nach dem Aussterben dieser Münchhausenschen Linie (eine andere besitzt bis heute das benachbarte Wasserschloss Münchhausen in Apelern) erwarb der schaumburgische Kanzler Anton Wietersheim am 1. März 1580 den 1556 durch Graf Otto IV. von Holstein-Schaumburg in einen Freihof umgewandelten Besitz in Apelern, den der Kanzler flächenmäßig nach und nach vergrößerte. Das einflügelige Schloss von 1590, das sich über einem rechteckigen, langgestreckten Grundriss am nördlichen Rand der Schlossinsel in Ost-West-Ausrichtung erhebt, folgt dem Typus eines viergeschossigen Baus mit Satteldach, der durch einen dem Baukörper vorgestellten polygonalen Wendeltreppenturm erschlossen wird.
Am 30. Juni 1673 erwarb der königlich-schwedische Generalmajor Friderich Christoph von Hammerstein-Gesmold das Rittergut und Schloss. Friderich Christoph stammte aus dem Geschlecht der am 5. November 948 erstmals urkundlich in Turnierbüchern erwähnten Familie der Freiherrn von Hammerstein, die heute in 12. Generation auf dem Schloss lebt. Stammsitz der Familie war eine 1688 von französischen Truppen verwüstete und seitdem nur noch als Ruine erhaltene Reichsburg, die auf einem Felsen oberhalb des Rheins gegenüber Andernach thront.
Der südlich an die Schlossinsel angrenzende Garten war – wie heute – in mehrere, durch Baumreihen und Hainbuchenhecken getrennte Gartenräume geteilt. Die Wiederherstellung der Gartenräume im Jahr 2004 orientierte sich an historischen Gartenplänen und -inventaren. Insbesondere wurden die Gartenpläne des Königlich-Hannoverschen Hof- und Kammerjunkers Börries Friederich Karl von Hammerstein zur Restaurierung herangezogen. Dieser hatte auf seinen Reisen die Gärten der englischen Königsschlösser besichtigt und zwischen 1805 und 1806 zusätzlich zu den bereits vorhandenen Küchen-, Obst- und Lustgärten die Anlage eines englischen Gartens unter Leitung des Kurfürstlich-Hessischen Hofgärtners Homburg in Apelern verwirklicht. Der heutige Schlossgarten enthält u. a. über 200 Jahre alte Bäume, eine 150 m lange Lindenallee von 1918 sowie 5400 Stauden, die den Schlossgarten von Frühjahr bis Herbst in ein Blumenmeer verwandeln. Weitere Wiederherstellungen werden angestrebt, beispielsweise wurde 2009 ein 36 m langes Wasserbecken mit Fontänen basierend auf Gartenplänen von 1767 wiederhergestellt und 2011 ein Irrgarten angelegt.

## Beschreibung
Das Schloss von Hammerstein zeichnet sich insbesondere durch den spätgotischen Architektureindruck des Außenbaus in Verbindung mit den säulengeschmückten Innenportalen und der mit antiken und nordeuropäischen Motiven und Ornamenten verzierten Kamine im Schlossinneren aus. Das Schloss von Hammerstein ist Ausdruck einer bewussten und in dieser Gestalt in der Grafschaft Schaumburg einzigartigen Verbindung von gotischer und antiker Rezeption mit dem humanistischen Weltbild der frühen Neuzeit.